# Nowosilka (Ternopil, Pidhajzi)
Nowosilka (ukrainisch Новосілка; russisch Новосёлка Nowosjolka, polnisch Nowosiółka) ist ein Dorf in der ukrainischen Oblast Ternopil mit etwa 1150 Einwohnern (2001).

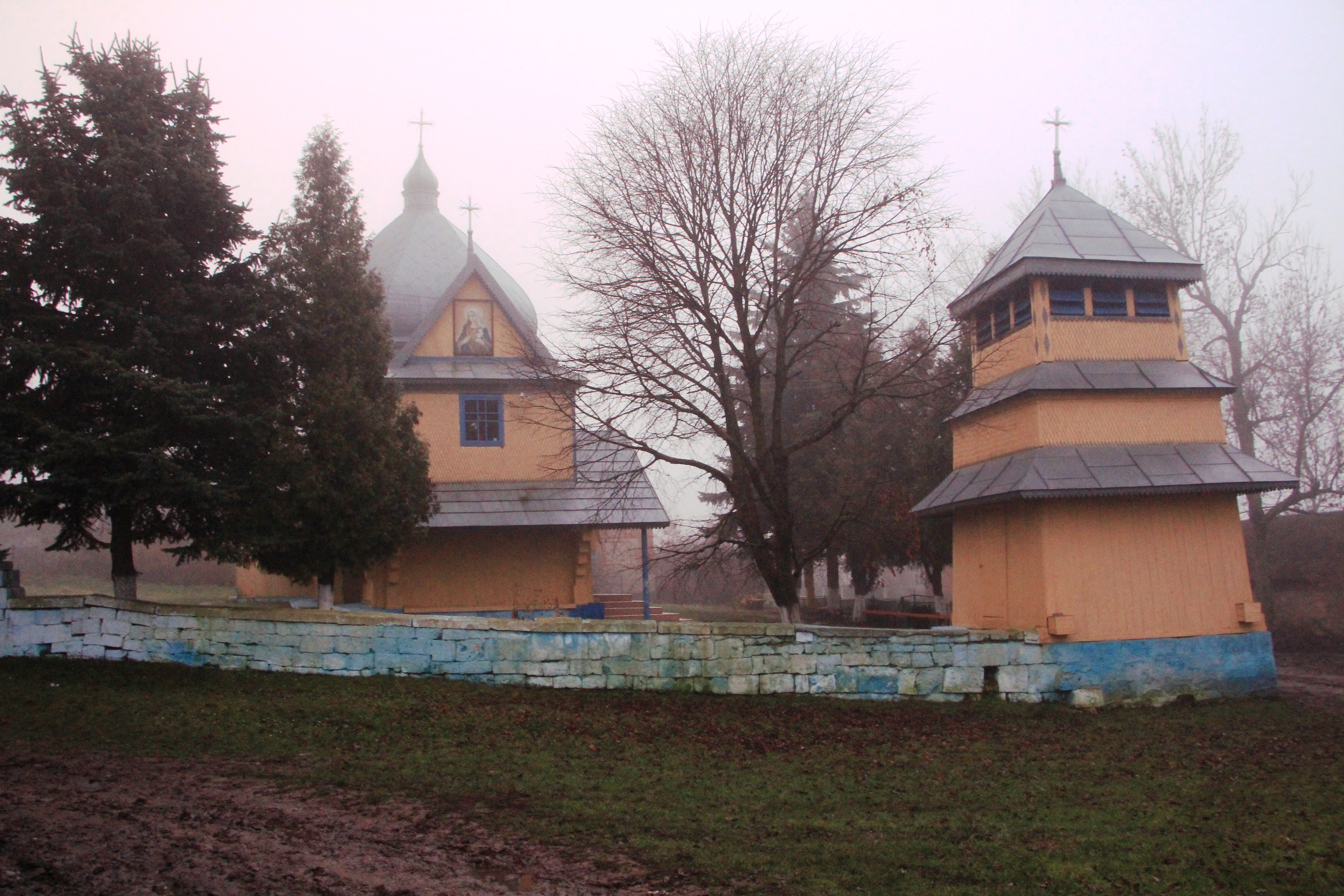
Orthodoxe Kirche der Geburt der Jungfrau Maria von 1751

Nowosilka liegt am linken Ufer des Koropez (Коропець), einem 78 km langen, linken Nebenfluss des Dnister, 8 km nordöstlich vom ehemaligen Rajonzentrum Pidhajzi und etwa 50 km südwestlich vom Oblastzentrum Ternopil.
In der Ortschaft gibt es drei Kirchengebäude: die Kirche der Geburt der Jungfrau Maria von 1751, die Kirche Einführung der Jungfrau Maria in die Kirche von 1904 sowie die St.-Nicholas-Kirche von 1926.
Südlich vom Dorf verläuft die Territorialstraße T–09–03.
Am 12. Juni 2020 wurde das Dorf ein Teil der Stadtgemeinde Pidhajzi im Rajon Pidhajzi; bis dahin bildete es die Landratsgemeinde Nowosilka (Новосілківська сільська рада/Nowosilkiwska silska rada) im Norden des Rajons Pidhajzi.
Am 17. Juli 2020 wurde der Ort Teil des Rajons Ternopil.

## Geschichte
Das erstmals 1421 schriftlich erwähnte Dorf (Weitere Quelle nennen das Jahr 1785) entstand durch die Vereinigung der Dörfer Tessariwka (Тесарівка), Kut (Кут) und Lentschiwka (Ленчівка).
Die Dörfer lagen zunächst in Polen und kamen nach der ersten polnischen Teilung 1772 zum österreichischen Kronland Königreich Galizien und Lodomerien.
Nach dem Zusammenbruch Österreich-Ungarns am Ende des Ersten Weltkriegs im November 1918 war das Dorf zunächst Teil der Westukrainischen Volksrepublik. Im Polnisch-Ukrainischen Krieg besetzten polnische Truppen im Juli 1919 die letzten Teile der Westukrainischen Volksrepublik und am 21. November 1919 sprach der Hohe Rat der Pariser Friedenskonferenz Ostgalizien Polen zu. Während des Zweiten Weltkriegs wurde Nowosilka nach dem sowjetischen Überfall auf Polen im September 1939 durch die Sowjetunion annektiert und von Sommer 1941 an bis 1944 von Deutschland besetzt. Während der deutschen Okkupation war das Dorf in den Distrikt Galizien eingegliedert. Nach Kriegsende kam das Dorf zur Ukrainischen SSR innerhalb der Sowjetunion. Nach deren Zerfall wurde es 1991 Teil der unabhängigen Ukraine.